# 圣詹姆斯公墓
圣詹姆斯公墓（英語：St. James Cemetery）是一座位于加拿大安大略省多伦多市的历史悠久的公墓。该公墓于1844年开放，是多伦多仍在运营的墓地中最古老的。它最初是圣雅各座堂的附属墓地，但日后演变为非教派公墓。

## 历史

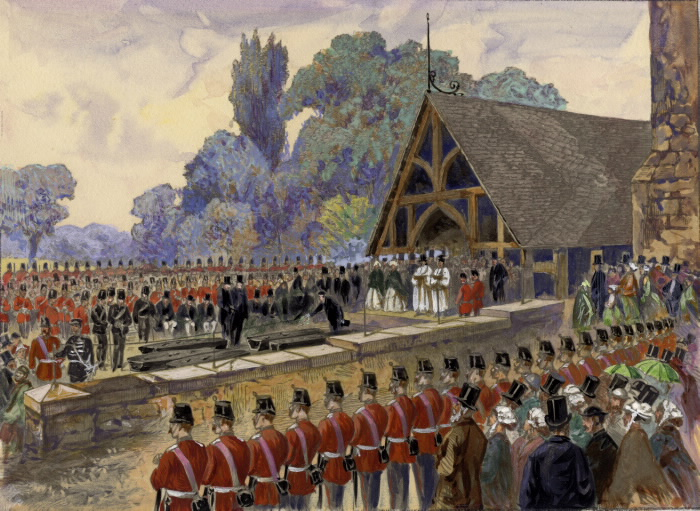
1866年，在圣詹姆斯公墓举行了在瑞基威之役中阵亡的加拿大民兵的葬礼。

圣詹姆斯公墓于1844年7月开放，最初用于安葬聖公宗信徒。当时，多伦多的18000位居民中绝大多都居住在皇后西街以南的地区，公墓的所在地因此在当时的城区范围之外。
由于向火葬发展的普遍趋势，公墓于1948年新增设了一个火葬场。截至2020年，该公墓已完成了超95000次土葬与114000次火葬。
公墓也是圣小雅各礼拜堂的所在地，它坐落于墓地最高点的一座小山顶上。这座小巧的葬礼教堂构图和谐，是维多利亚哥特式设计的典范。它的力量感和灵性感源自其石墙、包围式屋顶和高耸尖顶的微妙对比。这座小教堂建于1860年，于1861年开放。圣小雅各礼拜堂于1990年被指定为加拿大国家历史遗址。礼拜堂边伫立着一棵巨大的铜山毛榉标本，它由威尔士亲王爱德华（即后来的爱德华八世）在1919年访问加拿大时栽种。